# Kiwiharpalus
Kiwiharpalus townsendi es una  especie de coleóptero adéfago de la familia Carabidae y el único miembro del género monotípico Kiwiharpalus.